# Caso Gabriel
O caso Gabriel se refere à morte do jovem Gabriel Marques Cavalheiro, de 18 anos, em 12 de agosto de 2022, na cidade de São Gabriel, no Rio Grande do Sul.
No dia 05 de setembro de 2022 o Ministério Público do Rio Grande do Sul (MPRS) denunciou três policiais militares - o sargento Arleu Junior Jacobsen e os soldados Raul Veras Pedroso e Cleber de Lima - pelo homicídio triplamente qualificado do jovem.

## Biografia
Gabriel, que havia completado 18 anos no dia 14 de julho antes, morava com os pais Anderson da Silva Cavalheiro e Rosane Machado Marques em Guaíba, na Região Metropolitana de Porto Alegre. Segundo o Diário de Santa Maria, ele era membro do CTG Gomes Jardim e gostava da música tradicionalista do artista Baitaca. Era conhecido no bairro onde morava por gostar de jogar sinuca e em casa costumava assistir a séries de investigação criminal. O jovem acabou se mudando para São Gabriel para prestar serviço militar num quartel com cavalaria, já que gostava muito de cavalos. "Ele queria realizar o sonho de prestar serviço militar obrigatório em São Gabriel, bem como viver na cidade em que, desde criança, passava as férias e onde, na companhia de tios e primos, aprendeu a andar a cavalo e gostar dos afazeres do campo", reportou o Diário de Santa Maria também.
Maria da Graça Medeiros da Silva, diretora do Colégio Estadual Cônego Scherer, última escola que ele havia frequentado, disse ao saber da sua morte: "era um menino alegre, agregador e como os colegas de turma dizem, pilar da turma. A família era presente na escola, sempre preocupada com a educação dele. Era um aluno com bom coração e que deixou boas lembranças e muitas saudades. Que a justiça seja feita".

## O crime
No dia 12 de agosto, por volta da meia-noite, Gabriel tentou entrar pelo portão de uma casa da vizinhança de onde morava com os parentes em São Gabriel, mas como a moradora não o conhecia por ele ser novo na cidade, chamou a Brigada Militar. Segundo dados levantados, ele antes teria estado num bar, onde havia consumido bebidas alcoólicas. Os policiais o abordaram, mas tiveram dificuldade em contê-lo, sendo tudo registrado pela moradora através de seu celular, até o momento em que ele foi levado para trás da viatura e colocado no veículo. Depois disto, o jovem não foi mais visto, até o dia 19 de agosto, quando seu corpo foi encontrado num açude da localidade de Lava Pé, São Gabriel.
O exame toxicológico indicou um alto teor de álcool no corpo (23,4 decigramas por litro de sangue), mas segundo a perita responsável, não há como afirmar quanto disto seria resultado da ingestão de bebidas e quanto seria decorrente do processo de decomposição do corpo.

## Investigações
Com o registro do desaparecimento pelos familiares, a Polícia Civil começou as investigações e, ao analisar as imagens de câmeras, viu que a viatura havia ido em direção à localidade de Lava Pé por volta das 0h05min. Às 0h11min, o veículo foi flagrado voltando da região e os policiais chegaram à sede da Brigada Militar às 0h18min.
Quando identificados, os policiais militares foram ouvidos, mas negaram que soubessem de qualquer coisa. Dias depois mudaram os depoimentos e informaram que haviam deixado Gabriel na localidade de Lava Pé a pedido da própria vítima.
Investigadores, com ajuda de bombeiros, vasculharam um açude no local e encontraram o corpo de Gabriel no dia 19 de agosto.

### Resultado da perícia
A necropsia indicou que Gabriel morreu devido à uma lesão na altura da cervical que lhe causou hemorragia interna, levando-o a morte. "O laudo  (...) reforça o que duas testemunhas tinham dito em depoimento, de que a vítima teria sido alvo de três golpes de cassetete na região da cabeça", reportou o Diário de Santa Maria no dia 29 de agosto, ainda acrescentando que "a necropsia ainda indicou que Gabriel já estava sem vida antes de ter sido colocado no açude".

## Prisão, julgamento e penas
Os soldados Raul Veras Pedroso e Cléber Renato Ramos de Lima e o segundo-sargento Arleu Júnior Cardoso foram presos no dia 19 de agosto e aguardam julgamento no Presídio Policial Militar, em Porto Alegre. 
No início de setembro, os três réus tentaram imputar o crime a um ex-preso, Elton Luis Rossato Gabi, que chegou a assumir o crime e ser preso. No entanto, ele depois mudou a versão quando prestou depoimento na presença de uma defensora pública. Segundo Gabi, policiais haviam invadido sua casa e o coagido, sob violência, a assumir o crime. O delegado responsável pelo caso disse que a versão contada pelo ex-presidiário sobre como teria matado Gabriel jamais fez sentido.
Já no dia 5 de setembro, o Ministério Público denunciou os envolvidos por homicídio triplamente qualificado, ocultação de cadáver e falsidade ideológica.

### Justiça militar
No dia 20 de julho de 2023, os três réus foram inocentados pelo crime pela Justiça Militar de Porto Alegre. Cleber de Lima, no entanto, foi condenado a um ano de reclusão por falsidade. ideológica. Os três, no entanto, continuavam presos porque aguardavam o julgamento na Justiça comum. 